# Stadión Gandzasar
Stadión Gandzasar (dříve se jmenoval Lernagorts) je víceúčelový stadión v Kapanu v Arménii. V současnosti se nejčastěji používá pro domácí zápasy klubu Gandzasar FC. Kapacita stadiónů je 3 500 diváků.